# Bak Buloh
Bak Buloh is een bestuurslaag in het regentschap Aceh Besar van de provincie Atjeh, Indonesië. Bak Buloh telt 198 inwoners (volkstelling 2010).